# Polyosma penibukanensis
Polyosma penibukanensis är en tvåhjärtbladig växtart som beskrevs av Hermann Heino Heine. Polyosma penibukanensis ingår i släktet Polyosma och familjen Escalloniaceae. Inga underarter finns listade i Catalogue of Life.